# Dmitrij Alekseevič Miljutin
Il conte Dmitrij Alekseevič Miljutin in russo Дми́трий Алексе́евич Милю́тин? (Mosca, 28 giugno 1816 – Simeiz, 25 gennaio 1912) è stato un generale, politico e teorico militare russo.
Fu feldmaresciallo e ministro della guerra dell'Impero russo per un ventennio tra il 1861 ed il 1881, proponendosi come il principale riformatore dell'esercito imperiale russo a fine Ottocento. Le sue riforme, le prime dall'epoca di Pietro il Grande, segnarono una svolta nell'esercito russo e molte di esse rimasero in vigore sino alle nuove riforme del 2020.

## Biografia

### I primi anni e la carriera
Miljutin nacque a Mosca nel 1816 da una famiglia nobile che aveva ottenuto il titolo all'epoca di Pietro il Grande col merito di aver aperto in Russia la prima fabbrica di seta. Dmitrij era figlio del conte Alexej Michailovič Miljutin (1780-1846) e di sua moglie, Elizaveta Dmitrievna Kiselëvova, sorella del conte Pavel Dmitrievič Kiselëv, riformatore durante il regno di Nicola I di Russia e grande sostenitore della liberazione dei contadini. Suoi fratelli erano Boris, Nikolaj e Vladimir.
Dmitrij si laureò all'Università di Mosca nel 1833 e all'accademia militare imperiale Nikolaev nel 1836 e poi decise di intraprendere la carriera militare, a differenza di suo fratello Nikolaj che invece proseguì la carriera nell'amministrazione civile.   Dmitrij prese parte alla guerra caucasica (1839–45), e fu al seguito del generale Pavel Khristoforovič Grabbe nell'operazione della cattura dell'Imam Shamil. Ferito gravemente, tornò come professore all'accademia militare dove aveva studiato. Venne promosso colonnello nel 1847.

Negli anni successivi, Miljutin raggiunse una notevole reputazione come  studioso, divulgando il valore scientifico della statistica militare e compiendo i primi studi completi in materia, cosa che gli valse il premio Demidoff nel 1847. Miljutin riteneva il feldmaresciallo Suvorov uno dei comandanti migliori dell'esercito imperiale russo in tutta la sua storia:  elaborò questa visione in un dettagliato resoconto della campagna condotta dal comandante Suvorov in Italia nel 1799, presentato in cinque volumi pubblicati tra il 1852 ed il 1853, servendosi in parte delle ricerche  sull'argomento effettuate dallo storico militare Aleksandr Ivanovič Mikhailovsky-Danilevsky morto qualche anno prima. Lo storico Timofej Nikolaevič Granovskij disse a tal proposito: 
Sulla base di queste riflessioni, Miljutin analizzò successivamente le cause della sconfitta della Russia nella guerra di Crimea e propose alcune riforme radicali per l'esercito imperiale russo a fronte delle criticità emerse. Le sue idee giunsero sino allo zar Alessandro II che lo nominò ministro della guerra nel 1861.

### Ministro della guerra

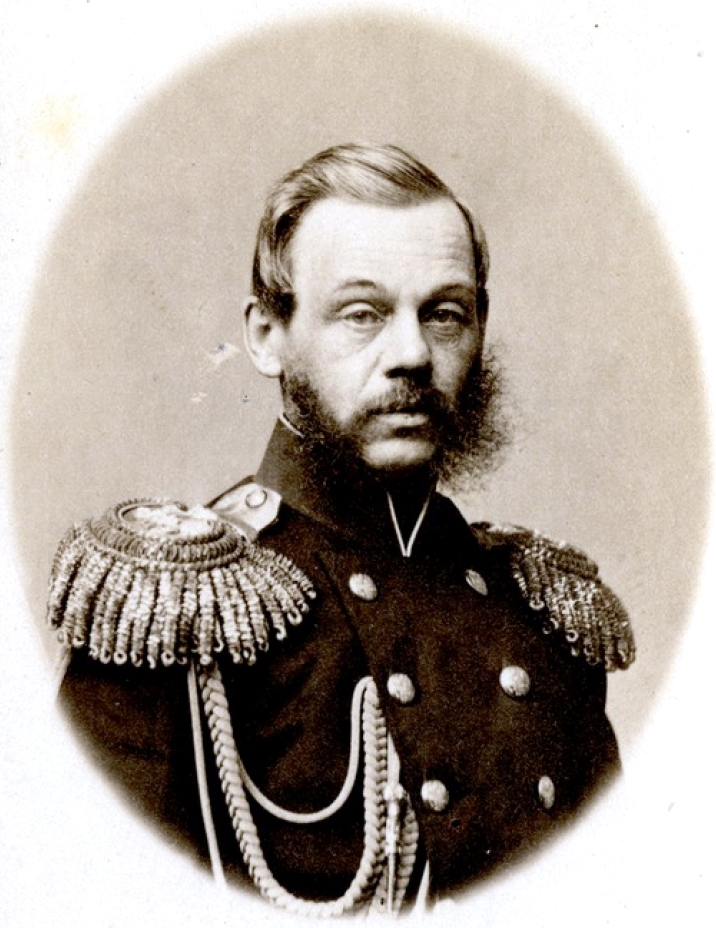
Il generale Miljutin in una fotografia del 1865

Miljutin fu ministro della guerra dell'Impero russo dal 16 maggio 1861 al 21 maggio 1881. Durante questi vent'anni portò avanti numerose riforme come l'introduzione della leva militare e la creazione dei distretti militari per la sua gestione in tutto il territorio dell'impero. Il servizio militare venne reso obbligatorio per tutti i cittadini maschi che avessero raggiunto i 21 anni di età, per una durata di 6 anni anziché i 25 previsti in precedenza. Da queste nuove regole, per la prima volta, non vennero esclusi i nobili. Il sistema di educazione militare venne riformato, come pure l'istruzione militare venne resa obbligatoria. Le riforme di Miljutin sono considerate ancora oggi una pietra miliare nella storia della Russia dall'epoca di Pietro il Grande, e hanno costituito la base per oltre un secolo sino alle riforme introdotte nel 2020 da Anatolij Eduardovič Serdjukov.
Sino alle riforme di Miljutin del 1874 l'esercito russo non disponeva di caserme stabili,  e le truppe erano alloggiate in tende o sacchi.
Il successo delle sue riforme ebbe una chiara dimostrazione già nella guerra russo-turca (1877-1878). Le capacità di Miljutin si videro anche sul campo nel pieno del conflitto quando l'armata russa fallì per tre volte la conquista di Pleven e molti esperti consigliarono una ritirata strategica. Miljutin ordinò invece di continuare l'assedio dirigendolo e arrivando alla vittoria sul nemico. Al termine della guerra, fu lo stesso Miljutin a chiedere che venisse costituita una commissione d'inchiesta per investigare le problematiche riscontrate nei rifornimenti e gli altri problemi verificatisi nel corso dell'assedio. Come riconoscenza per il suo servizio, ricevette diverse decorazioni tra cui la massima onorificenza russa, l'Ordine di Sant'Andrea.
Ottenuto il favore dello zar, Miljutin ebbe un importante ruolo nelle decisioni belliche della sua epoca, e fu anche tristemente noto per aver ordinato la deportazione dei circassi tra il 1861 ed il 1865, che sapeva sarebbero poi morti di fame e di stenti.

### Gli ultimi anni

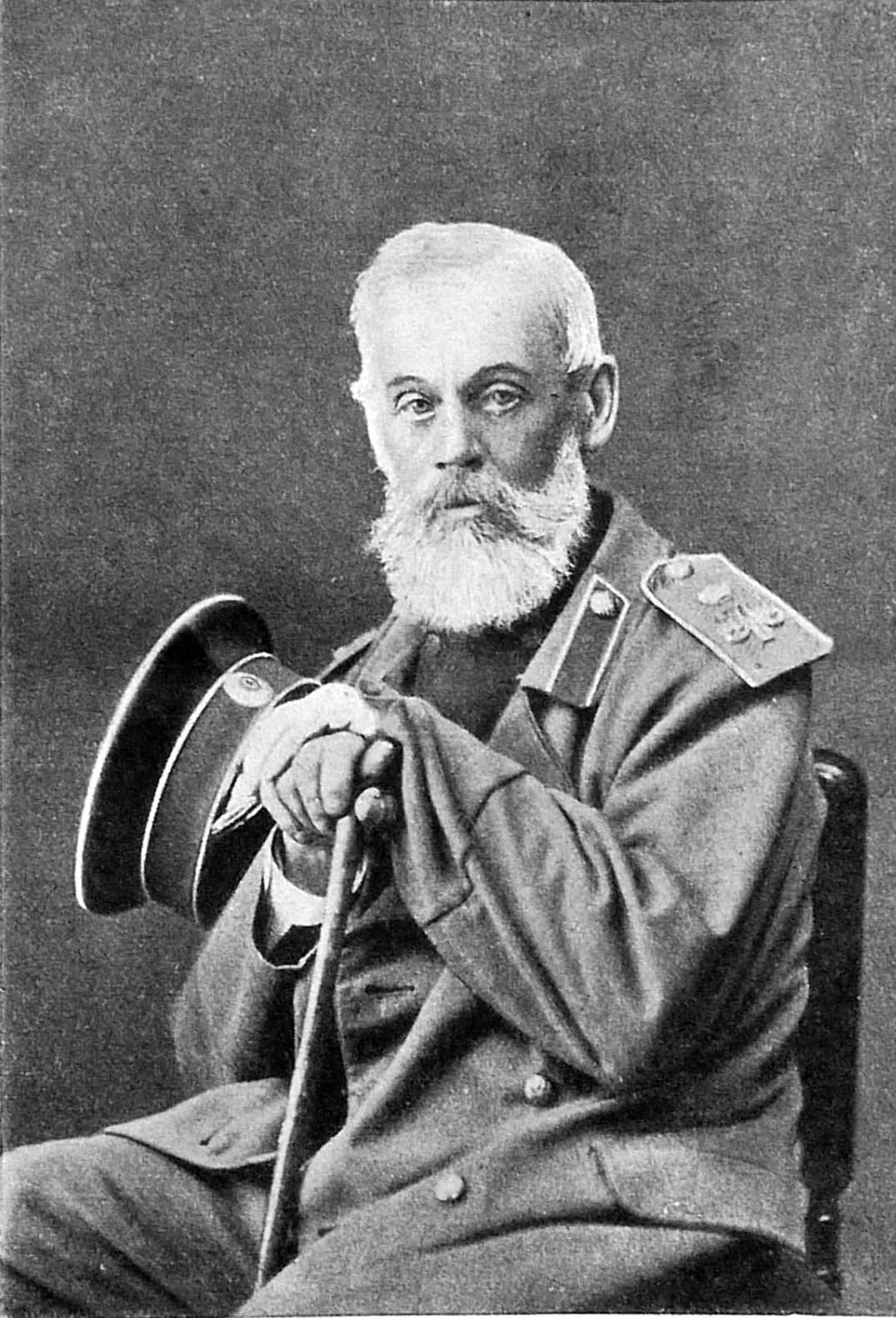
Il generale Milyutin negli ultimi anni

Dopo il Congresso di Berlino, Miljutin successe al cancelliere Gorchakov come leader della politica estera russa. L'assassinio dello zar Alessandro II nel 1881 rese la sua posizione più precaria e, quando venne surclassato sul piano politico dall'influenza di Konstantin Pobedonostsev, diede le proprie dimissioni ritirandosi quasi completamente a vita privata. Si trasferì nella sua tenuta a Simieiz, in Crimea, dedicandosi alla scrittura delle sue memorie e di altri saggi di stampo militare. Nel maggio del 1883 Miljutin prese parte alla cerimonia d'incoronazione dello zar Alessandro III portando la spada di stato all'uscita della Cattedrale dell'Assunzione ed il 14 maggio 1896 partecipò a quella dello zar Nicola II a Mosca, presentando la corona imperiale al clero metropolita Palladio.
Nel 1898 venne promosso feldmaresciallo con un ruolo puramente onorifico, e fu il primo ad essere nuovamente nominato in  tale grado dopo molti anni nella storia dell'impero russo, e anche l'ultimo ad ottenerlo. Divenne nel contempo presidente onorario dell'accademia imperiale Nikolaev e dell'accademia militare Aleksandr, fu membro onorario dell'accademia di artiglieria Mikhailovskaja, della scuola di ingegneria Nikolaev, dell'accademia medica imperiale. Fu inoltre membro corrispondente dell'accademia di scienze storiche e politiche (dal 1853) e membro onorario (dal 1866) dell'Accademia Imperiale delle Scienze e della Società Geografica Imperiale russa. Fu membro onorario della Società storica imperiale di Odessa e della Croce Rossa russa.
Milkjutin morì a Simeiz, nel 1912, all'età di 95 anni. Il suo necrologio ufficiale venne pubblicato sulla gazzetta di stato. La cerimonia funebre si svolse a Sebastopoli, dopodiché la salma venne trasferita a Mosca e sepolta nel cimitero del convento di Novodevichy, vicino agli altri membri della sua famiglia. La sepoltura avvenne il 3 febbraio (con un ritardo dovuto alla necessità di ampliare la cripta di famiglia). In epoca sovietica la sua tomba fu distrutta ed è stata restaurata solo nel 2016.

## Matrimonio e figli

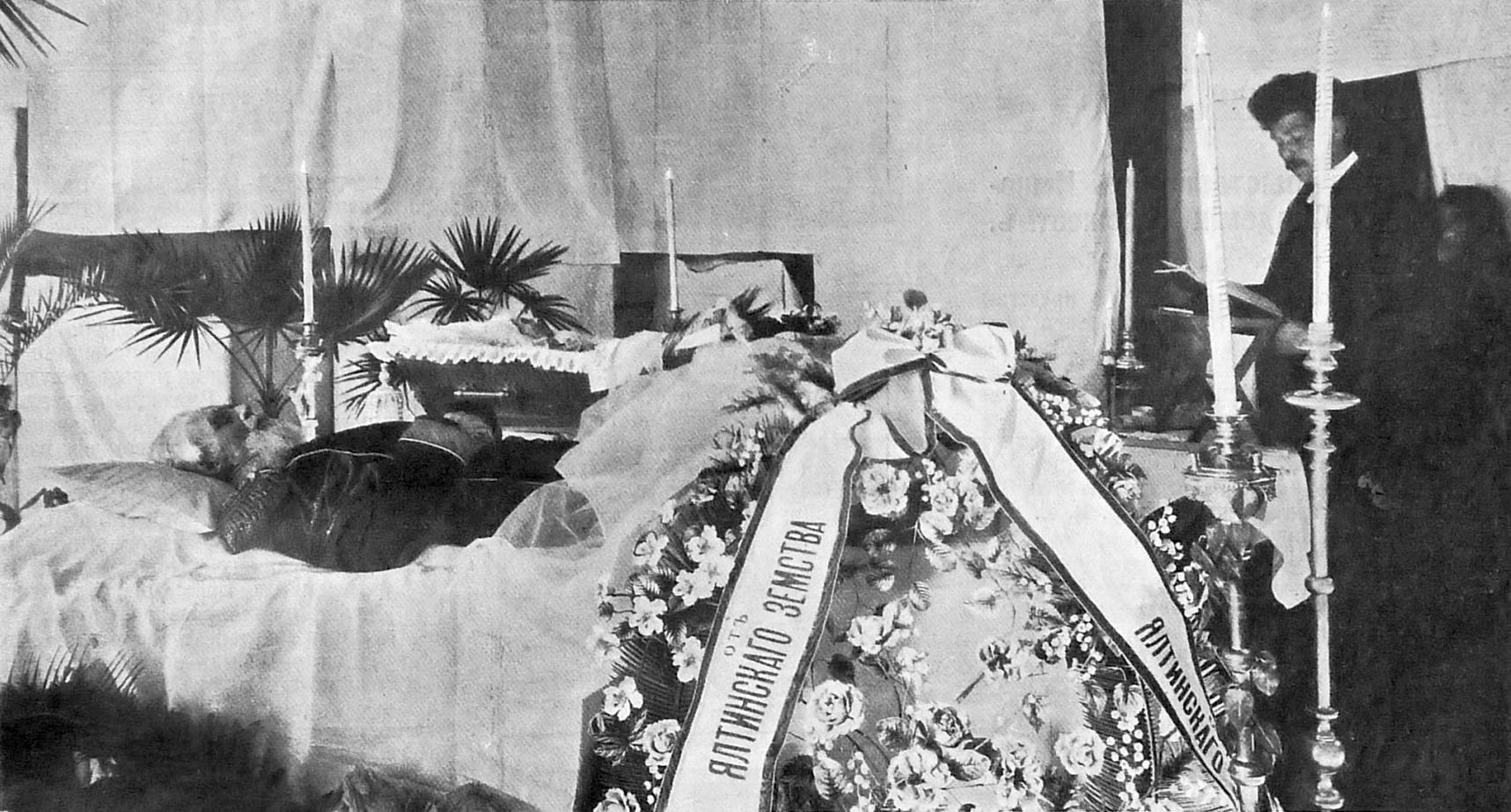
I corpi del generale Miljutin e della moglie Natalja, morti a due giorni di distanza

Dmitrij sposò Natalja Michailovna Poncet (1821-1912), figlia del tenente generale Michail Ivanovič Poncet (discendente da ugonotti francesi). I due si conobbero durante il viaggio di Dmitrij in Italia, e come lui scrisse nelle sue memorie, al primo incontro la Poncet gli fece "un'impressione senza precedenti". Il loro matrimonio ebbe luogo due anni dopo, ed i due furono sempre molto legati, al punto che Natalja morì due giorni prima di lui. La coppia ebbe i seguenti figli:
- Elzavetha (1844-1938), sposò il 29 maggio 1881 il principe Sergej Vladimirovič Shakhovsky
- Aleksej (1845-1904), tenente generale, governatore di Kursk
- Olga (1848-1926)
- Nadezhda (1850-1913), sposò il principe V. R. Dolgorukov.
- Marija (1854-1882)
- Helena (1857-1882), sposò il generale di cavalleria Fëdor Konstantinovič Gershelman

## Memoria

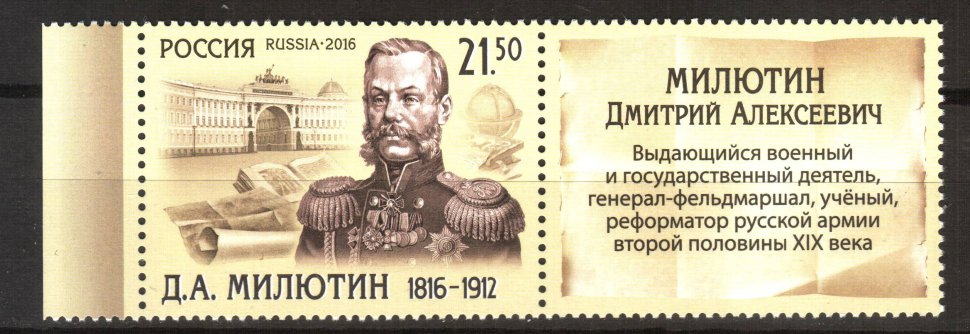
Francobollo commemorativo del 200º anniversario della nascita del feldmaresciallo Miljutin

Nel 2016, in occasione del 200º anniversario della nascita del feldmaresciallo Miljutin, le poste russe hanno emesso un francobollo del valore nominale di 21 rubli e 50 copechi disegnato dall'artista Beltyukov, con una tiratura a 240.000 copie. Su di esso appare in evidenza un ritratto di Miljutin ed è presente una controparte senza valore nominale con alcune informazioni sulla sua vita.